# Paramyrmosa pulla
Paramyrmosa pulla (лат.) — вид ос-немок рода Paramyrmosa из подсемейства Myrmosinae.

## Распространение
Восточная Сибирь (Забайкалье), Дальний Восток России (Амурская область, Приморский краq, Сахалин), Китай, Монголия.

## Описание
Мелкие пушистые осы (менее 1 см: самки от 4 до 8 мм, самцы от 5 до 7 мм). От близких видов отличается продольным треугольным килем на 1-м стерните брюшка.  Жвалы с 2 зубцами по внутреннему краю.
В задней части голова удлинённая (позади глаз). Глаза опушенные. Предположительно, как и близкие виды паразитоиды пчёл и ос.